# Microspingus cinereus
A Microspingus cinereus a madarak osztályának verébalakúak (Passeriformes) rendjébe és a tangarafélék (Thraupidae) családjába tartozó faj.

## Rendszerezése
A fajt Charles Lucien Jules Laurent Bonaparte francia ornitológus írta le 1837-ben, a Poospiza nembe Poospiza cinerea néven. Egyes szervezetek jelenleg is ide sorolják.

## Előfordulása
Dél-Amerikában, Brazília területén honos. Természetes élőhelyei a szubtrópusi és trópusi gyepek és szavannák. Állandó, nem vonuló faj.

## Megjelenése
Testhossza 13 centiméter.

## Természetvédelmi helyzete
Az elterjedési területe nagyon nagy, de csökken, egyedszáma 6000-15000 példány, viszont stabil. A Természetvédelmi Világszövetség Vörös listáján nem fenyegetett fajként szerepel.